# Šeki
Šeki este o localitate din comuna Koper, Slovenia, cu o populație de 9 locuitori.